# Vincenzo Tittoni
Vincenzo Tittoni (Manziana, 3 novembre 1828 – Roma, 4 luglio 1905) è stato un politico italiano.
Fu senatore del Regno d'Italia nella XVI legislatura.

## Biografia
Deputato e Senatore, durante il periodo risorgimentale prese parte ad alcune azioni contro lo Stato Pontificio e nel marzo 1860 fu espulso, trasferendosi con il figlio Tommaso a Livorno, per andare poi a Napoli, dove era esule anche il fratello Angelo: nella Capitale tornò dieci anni dopo, dove fece parte della "Giunta provvisoria di governo di Roma e sua provincia".